# Фатеев, Владимир Афанасьевич
Владимир Афанасьевич Фатеев (11 июня 1951, Красноярск — 2 марта 2023, Новосибирск) — советский и российский живописец, театральный художник, график и педагог. Заслуженный художник Российской Федерации (2014).

## Биография
Родился 11 июня 1951 года в Красноярске.
Окончил Красноярское художественное училище имени В. И. Сурикова, в 1981 году — Ленинградский государственный институт театра, музыки и кинематографии (преподаватели — М. А. Смирнов, Д. В. Афанасьев).
В 1983 (или 1981) году переехал в Новосибирск.
С 1991 года — ведущий преподаватель специализации «Театрально-декорационная живопись» Новосибирского государственного художественного училища.
Работал художником-постановщиком в Новосибирском городском драматическом театре. Всего оформил более 60 спектаклей в различных городах страны.
Работы художника хранятся в Новосибирском государственном художественном музее, галерее «Старый город» (Новосибирск), театральном музее (СТД, Новосибирск), Музее детских театров (Москва), Новокузнецком музее изобразительных искусств, Музее современного искусства Биробиджана, Искитимском историко-художественном музее, Карасукском краеведческом музее и частных коллекциях в Германии, Австралии, США, Швеции, Израиле, Польши, Японии.
Владимир Фатеев принимал участие в региональных, областных, республиканских, всесоюзных международных и зарубежных выставках.
Член Союза художников СССР и Союза художников России.
Скончался 2 марта 2023 года на 72-м году жизни в Новосибирске. Похоронен на Заельцовском кладбище (квартал 107).

## Награды
- Бронзовая медаль ВДНХ (1986);
- Премия «Парадиз» за лучшую сценографию (1986);
- Лауреат Всесоюзного смотра творческой молодежи (1986, Москва — Тбилиси)
- Премия «Парадиз» за лучшую сценографию (1989);
- Премия «Парадиз» за лучшую сценографию (1993);
- Лауреат премии «Человек года» (2004, Новосибирск);
- Медаль Лауреата и Диплом X Региональной художественной выставки «Сибирь» (2008, Новосибирск).

## Известные ученики
- Евгения Александровна Шадрина-Шестакова — российская художница, член Союза художников России (2007)[2].
- Алиса Юфа, петербургский театральный художник, иллюстратор.